# Brasil, Brasa, Braseiro
Brasil, Brasa, Braseiro é o primeiro LP do cantor brasileiro Paulo Diniz. O seu primeiro compacto foi o Chorão.

## Músicas
1. brasil,brasa,braseiro.
2. vou explodir de felicidade
3. seria bom
4. o trevo
5. quem desenha quer comprar
6. o chorão
7. se o mundo pudesse me ouvir
8. só que a minha pele é negra
9. o telegrama
10. eu quero ter um tigre em mim
11. o chorão no dentista
12. o risonho

Paulo Diniz alega que não foi muito esperto ter feito a continuação do chorão (que na época o chorão era sucesso).